# Archaeopterygidae
Archaeopterygiformes · Archéoptérygidé
Ordre
Famille
Genres de rang inférieur
- Archaeopteryx
- Jurapteryx
- Proornis
- Wellnhoferia

Les archéoptérygidés (nom scientifique: Archaeopterygidae) constituent une famille de dinosaures à plumes, érigée par Huxley, en 1871, dans l'ordre des Archaeopterygiformes. Elle contenait alors le seul genre Archaeopteryx.

## Présentation
En 2011, Xing Xu et son équipe, à la suite de la découverte de Xiaotingia zhengi proposent le rattachement des Archaeopterygidae au sein des deinonychosaures, mais cette position ne fait pas consensus.